# Nacho Rodríguez
Ignacio Pablo Rodríguez Marín (Málaga, 2 de septiembre de 1970) es un baloncestista español de los años 1990 y años 2000 conocido como "Nacho" Rodríguez. Jugaba en la posición de base. Destacaba por su gran personalidad en la cancha y su disciplina táctica. Era considerado, además, uno de los mejores defensores de la Liga. Con una larga carrera de 20 años en ACB, junto con Felipe Reyes, Nacho Azofra y Rafael Jofresa es el único baloncestista  en superar los 700 partidos en la competición.

## Historial
Jugó 16 temporadas consecutivas en la Liga ACB, la máxima categoría del baloncesto español, militando en seis clubes: el Mayoral Maristas Málaga, en el que jugó cuatro temporadas, el Club Baloncesto Málaga, en el que jugó 6 temporadas tras la fusión del Caja de Ronda y el Mayoral Maristas, el F. C. Barcelona, en el que jugó seis, el
Etosa Alicante, en el que militó 2 temporadas, el ViveMenorca, en el que permaneció solo una temporada, y terminó
su carrera en el baloncesto profesional en el Grupo Capitol Valladolid.
Pese a que con el Unicaja Málaga fue subcampeón de la Liga ACB en una ocasión, fue en el F. C. Barcelona donde consiguió todos sus títulos de club: una Euroliga, una Copa Korac, cuatro Ligas ACB, y dos Copas del Rey.
Fue habitual de la Selección Española durante ocho años, entre 1993 y 2001, en los que disputó un total de 125 partidos internacionales y participó en la consecución de dos medallas en el Eurobasket: la de plata de 1999 y la de bronce del 2001.
En septiembre de 2008 anunció su retirada de las pistas de juego, con el objetivo de convertirse en entrenador.
Sin embargo, el martes 25 de noviembre de 2008 su carrera profesional experimentó un giro de 180°, al convertirse en el nuevo director general de Actividades y Promoción Deportiva de la Consejería de Turismo, Comercio y Deporte de la Junta de Andalucía.
El 27 de marzo de 2017 se incorporó al F. C. Barcelona como director de gestión de la sección de baloncesto.

## Palmarés

### Títulos internacionales de Selección
- 1 medalla de Plata en el Eurobasket de Francia de 1999, con la Selección española.
- 1 medalla de Bronce en el Eurobasket de Turquía de 2001, con la Selección española.

### Títulos
- 4x Liga ACB (1999, 2001, 2003, 2004)
- 2x Copa del Rey (2001, 2003)
- Euroliga (2003)
- Copa Korac (1999)

### Consideraciones personales
- Participante en el partido "All Stars ACB" en cinco ediciones consecutivas: 1995, 1996, 1997, 1998 y 1999.
- Superó tres marcas históricas de la Liga ACB: haber jugado más de 12.000 minutos, haber dado más de 1500 asistencias, y haber conseguido más de 750 recuperaciones de balón.
- Elegido "Mejor Deportista Malagueño" del año 1995 por el diario "El Sur".
- Elegido "Gigante Nacional" de la temporada 1995-1996 por la revista "Gigantes del Superbasket".
- Elegido "Gigante Nacional" de la temporada 1998-1999 por la revista "Gigantes del Basket".